# العلاقات التوفالية الجامايكية
العلاقات التوفالية الجامايكية هي العلاقات الثنائية التي تجمع بين توفالو وجامايكا.

## مقارنة بين البلدين
هذه مقارنة عامة ومرجعية للدولتين:
| وجه المقارنة                                              | توفالو                         | جامايكا       |
| --------------------------------------------------------- | ------------------------------ | ------------- |
| المساحة (كم2)                                             | 26                             | 10.99 ألف     |
| عدد السكان (نسمة)                                         | 11.19 ألف                      | 2.95 مليون    |
| الكثافة السكانية (ن./كم²)                                 | 43.04 ألف                      | 268.43        |
| العاصمة                                                   | فونافوتي                       | كينغستون      |
| اللغة الرسمية                                             | اللغة التوفالوية، لغة إنجليزية | لغة إنجليزية  |
| العملة                                                    | دولار توفالو                   | دولار جامايكي |
| الناتج المحلي الإجمالي (بليون دولار)                      | 39.73 مليون                    | 14.77 مليار   |
| الناتج المحلي الإجمالي (تعادل القوة الشرائية) بليون دولار | 38.93 مليون                    | 24.79 مليار   |
| الناتج المحلي الإجمالي الاسمي للفرد دولار أمريكي          | 3.29 ألف                       | 5.23 ألف      |
| الناتج المحلي الإجمالي للفرد دولار أمريكي                 | 3.77 ألف                       | 8.88 ألف      |
| مؤشر التنمية البشرية                                      |                                | 0.719         |
| رمز المكالمات الدولي                                      | +688                           | +1876         |
| رمز الإنترنت                                              | .tv                            | .jm           |
| المنطقة الزمنية                                           | ت ع م+12:00                    | 00            |

## منظمات دولية مشتركة
يشترك البلدان في عضوية مجموعة من المنظمات الدولية، منها:
| علم المنظمة | اسم المنظمة                                 | تاريخ انضمام توفالو | تاريخ انضمام جامايكا |
| ----------- | ------------------------------------------- | ------------------- | -------------------- |
|             | يونسكو                                      | 21 أكتوبر 1991      | 7 نوفمبر 1962        |
|             | مجموعة دول أفريقيا والكاريبي والمحيط الهادئ | ?                   | ?                    |
|             | الأمم المتحدة                               | 5 سبتمبر 2000       | 18 سبتمبر 1962       |
|             | دول الكومنولث                               | ?                   | ?                    |
|             | الاتحاد البريدي العالمي                     | ?                   | ?                    |
|             | البنك الدولي للإنشاء والتعمير               | 24 يونيو 2010       | 21 فبراير 1963       |
|             | الاتحاد الدولي للاتصالات                    | 15 أغسطس 1996       | 18 فبراير 1963       |
|             | منظمة حظر الأسلحة الكيميائية                | ?                   | ?                    |
|             | تحالف الدول الجزرية الصغيرة                 | ?                   | ?                    |

## وصلات خارجية
- موقع وزارة الخارجية الجامايكية